# Portret van een kleptomaan
Het Portret van een kleptomaan (Frans:L'Aliéné of Le Kleptomane) is een olieverfschilderij uit ca. 1822 van Théodore Géricault. Het maakt deel uit van een serie van tien portretten gemaakt voor de psychiater Étienne-Jean Georget. Géricault schilderde deze portretten aan het einde van zijn carrière en ze vormen het laatste hoogtepunt uit zijn oeuvre. Het schilderij wordt tentoongesteld in het Museum voor Schone Kunsten in Gent.

## Achtergrond
Het schilderij behoort tot een reeks van tien portretten van krankzinnige bewoners van het Hôpital de la Salpêtrière in Parijs, waarvan er vijf bewaard zijn gebleven. De psychiater Étienne-Jean Georget, een van de grondleggers van de sociale psychiatrie, vroeg Géricault wellicht om de schilderijen. Georget was ervan overtuigd dat het uiterlijk van een waanzinnige vertelde aan welke afwijking de patiënt leed. De portretten hadden tot doel een illustratie te leveren bij een aantal bekende monomane afwijkingen, dat wil zeggen afwijkingen waarbij de patiënt lijdt aan één welbepaalde obsessie. De psychiater had veel waardering voor de objectiviteit in Géricaults werken, die een verband tot stand wisten te brengen tussen de romantische kunst en de empirische wetenschap.
Het werk is snel geschilderd en liep daarmee vooruit op het impressionisme. Géricault heeft geprobeerd om het gezicht van de patiënt objectief af te beelden: de kleptomaan kijkt met een lege blik in het oneindige en zijn gezicht is star, met een baard en een verwaarloosde, vieze hals. Het schilderij is opmerkelijk door zijn bravoure, expressieve realisme en doordat het psychisch lijden van een individu zo duidelijk zichtbaar wordt gemaakt. De geschiedenis van de waanzin in Géricaults familie en zijn eigen fragiele mentale gezondheid maken het werk nog schrijnender.